# Asbury Park
Asbury Park és una població dels Estats Units a l'estat de Nova Jersey. Segons el cens del 2007 tenia 17.577 habitants.

## Demografia
Segons el cens del 2000, Asbury Park tenia 16.930 habitants, 6.754 habitatges, i 3.586 famílies. La densitat de població era de 4.571,1 habitants/km².
Dels 6.754 habitatges en un 31% hi vivien nens de menys de 18 anys, en un 20,2% hi vivien parelles casades, en un 26,9% dones solteres, i en un 46,9% no eren unitats familiars. En el 39,4% dels habitatges hi vivien persones soles el 15,2% de les quals corresponia a persones de 65 anys o més que vivien soles. El nombre mitjà de persones vivint en cada habitatge era de 2,46 i el nombre mitjà de persones que vivien en cada família era de 3,36.
Per edats la població es repartia de la següent manera: un 30,1% tenia menys de 18 anys, un 10,6% entre 18 i 24, un 29,8% entre 25 i 44, un 18,3% de 45 a 60 i un 11,2% 65 anys o més.
L'edat mediana era de 31 anys. Per cada 100 dones de 18 o més anys hi havia 83,2 homes.
La renda mediana per habitatge era de 23.081 $ i la renda mediana per família de 26.370 $. Els homes tenien una renda mediana de 27.081 $ mentre que les dones 24.666 $. La renda per capita de la població era de 13.516 $. Aproximadament el 29,3% de les famílies i el 30,1% de la població estaven per davall del llindar de pobresa.

## Poblacions més properes
El següent diagrama mostra les poblacions més properes.